# Nils Diederich
Nils Diederich (* 24. Mai 1934 in Berlin) ist ein deutscher Politiker (SPD) und Politikwissenschaftler.

## Leben
Nach dem Abitur 1953 absolvierte Diederich ein Studium der Volkswirtschaftslehre, Soziologie und Sinologie an der Freien Universität Berlin, das er 1960 als Diplom-Volkswirt beendete. 1957 gehörte er zu den Gründerinnen und Gründern der Deutsch-Israelischen Studiengruppe an der Freien Universität Berlin. 1964 erfolgte Diederichs Promotion zum Dr. rer. pol. und 1971 schließlich seine Habilitation.
Ab 1971 war er Professor für Politische Wissenschaft am Otto-Suhr-Institut der FU Berlin. Von 1971 bis 1976 leitete er die Planungsleitstelle beim Regierenden Bürgermeister von Berlin. Seit 1987 war er Geschäftsführender Direktor des Zentralinstituts für Sozialwissenschaftliche Forschung der FU Berlin. Von 1989 bis 1990 leitete er außerdem das Informationszentrum Sozialwissenschaften in Bonn. 2002 war er Mitinitiator der Gründung der studentischen Kommunikationsagentur Politikfabrik am Otto-Suhr-Institut (OSI) der FU Berlin.
Er ist verheiratet und hat drei Kinder. Der Rapper Ski Aggu ist sein Enkel.

## Politische Tätigkeit
Seit 1952 ist er Mitglied der SPD. Von 1986 bis 1990 war er Landeskassierer der SPD in Berlin. Von 1967 bis 1974 war er Mitglied der Bezirksverordnetenversammlung von Berlin-Zehlendorf. Von 1976 bis 1987 sowie von 1989 bis 1994 war er Mitglied des Deutschen Bundestages. Nils Diederich war in der 12. Wahlperiode 1990 mit 36,1 % der Erststimmen direkt gewählter Abgeordneter des Wahlkreises Berlin-Friedrichshain – Treptow – Lichtenberg I.

## Schriften (Auswahl)
- Empirische Wahlforschung. Konzeptionen und Methoden im internationalen Vergleich (= Staat und Politik, Bd. 8). Westdeutscher Verlag, Opladen 1965 (Dissertation Freie Universität Berlin).
- Wahlstatistik in Deutschland. Bibliographie der deutschen Wahlstatistik 1848–1975. Verlag Dokumentation, München 1976, ISBN 3-7940-3220-9.
- Die diskreten Kontrolleure. Eine Wirkungsanalyse des Bundesrechnungshofs. Westdeutscher Verlag, Opladen 1990, ISBN 3-531-12168-5.
- (Mitautor): Historische Statistik in der Bundesrepublik Deutschland (= Schriftenreihe Forum der Bundesstatistik, Bd. 15). Metzler-Poeschel, Stuttgart 1990 ISBN 3-8246-0064-1.
- (Mitautor): Zwischen Wende und Wiedervereinigung. Analysen zur politischen Kultur in West- und Ost-Berlin 1990. Westdeutscher Verlag, Opladen 1995, ISBN 3-531-12653-9.
- mit Ingeborg Haag und Georg Cadel: Industrie- und Handelskammern in den neuen Bundesländern. Regionale autonome Interessenorganisationen im Prozess der Neustrukturierung der Wirtschaft. Westdeutscher Verlag, Opladen 2000, ISBN 3-531-13548-1.